# BasKet Note Pads
BasKet Note Pads是一个KDE的笔记软件，用以撰写、组织和分享笔记。它能管理多种信息，例如To-Do List、超链接、图片等，如同一本剪贴簿。

## 版本历史
2008年6月30日 1.0.3.1
2010年3月 基于KDE 4的BasKet 2的第一个beta版释出